# Bolino
Bolino – wieś sołecka w Polsce położona w województwie mazowieckim, w powiecie płockim, w gminie Wyszogród.
W latach 1975–1998 miejscowość administracyjnie należała do województwa płockiego. 1 stycznia 2003 będące dotychczasowymi częściami wsi Bolin Płocki i Bolin Płoński zostały zlikwidowane jako osobne miejscowości.